# Distrito electoral 5 (condado de Hamilton, Nebraska)
El distrito electoral 5 (en inglés: Precinct 5) es un distrito electoral ubicado en el condado de Hamilton en el estado estadounidense de Nebraska. En el Censo de 2010 tenía una población de 824 habitantes y una densidad poblacional de 6,85 personas por km².

## Geografía
El distrito electoral 5 se encuentra ubicado en las coordenadas 40°52′50″N 98°12′44″O / 40.88056, -98.21222. Según la Oficina del Censo de los Estados Unidos, el distrito electoral 5 tiene una superficie total de 120.21 km², de la cual 117.5 km² corresponden a tierra firme y (2.26%) 2.71 km² es agua.

## Demografía
Según el censo de 2010, había 824 personas residiendo en el distrito electoral 5. La densidad de población era de 6,85 hab./km². De los 824 habitantes, el distrito electoral 5 estaba compuesto por el 99.51% blancos, el 0.36% eran de otras razas y el 0.12% pertenecían a dos o más razas. Del total de la población el 1.33% eran hispanos o latinos de cualquier raza.